# Alexander Mutiso
Alexander Mutiso (ur. 10 września 1996) – kenijski lekkoatleta specjalizujący się w biegach długich. 
W 2013 zdobył brązowy medal mistrzostw świata juniorów młodszych w biegu na 3000 metrów. 
Rekordy życiowe: bieg na 3000 metrów – 7:56,86 (14 lipca 2013, Donieck); bieg na 5000 metrów – 13:21,90 (2 kwietnia 2016, Kumamoto). 

## Osiągnięcia
| Rok  | Impreza                               | Miejsce | Konkurencja         | Pozycja    | Wynik   |
| ---- | ------------------------------------- | ------- | ------------------- | ---------- | ------- |
| 2013 | Mistrzostwa świata juniorów młodszych | Donieck | bieg na 3000 metrów | 3. miejsce | 7:56,86 |